# Мантиљија ди Ардеа (Рим)
Мантиљија ди Ардеа је насеље у Италији у округу Рим, региону Лацио.
Према процени из 2011. у насељу је живело 1130 становника. Насеље се налази на надморској висини од 118 м.